# It's a Long Way to Tipperary

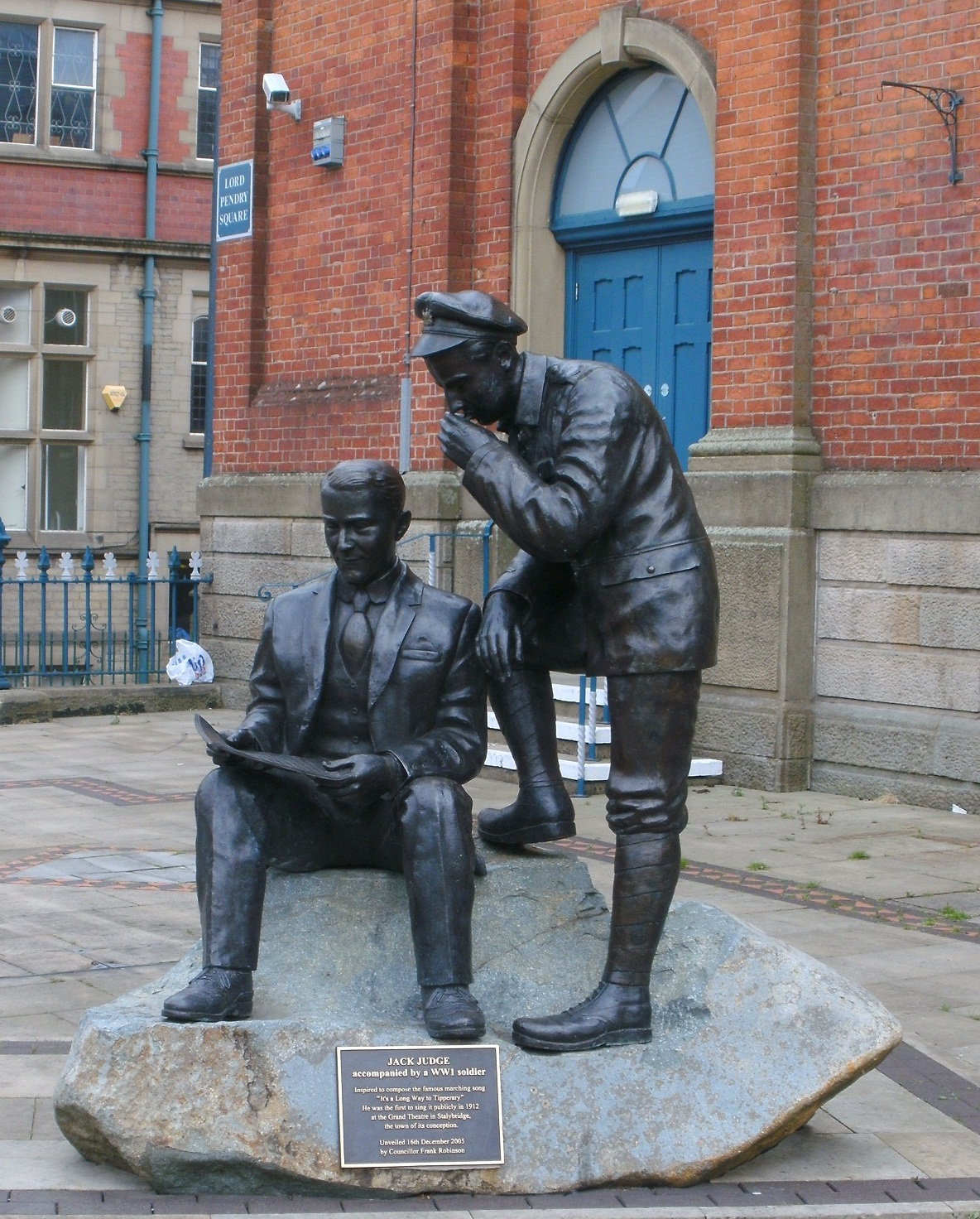
Statue de bronze honorant Jack Judge, l'auteur dIt's a Long Way to Tipperary à Stalybridge. Un soldat de la Première Guerre mondiale lui soufflant les paroles.

It's a Long Way to Tipperary est un air de music-hall écrit par Jack Judge et Harry Williams en 1912.
Chantée pour la première fois sur une scène de music-hall britannique en 1913 par Florrie Forde, la chanson fut popularisée par les Connaught Rangers lorsqu'ils traversèrent Boulogne-sur-Mer le 13 août 1914. Cela fut noté par le correspondant du Daily Mail George Curnock, et publié dans ce journal le 18 août 1914. L'air est dès lors régulièrement repris, comme chanson de marche, par d'autres soldats de l'Armée britannique.
Elle ne doit pas être confondue avec Tipperary (en) (autre chanson, de 1907). Les deux font allusion à la ville de Tipperary en Irlande, et furent interprétées par Billy Murray.

## Histoire

### Contexte

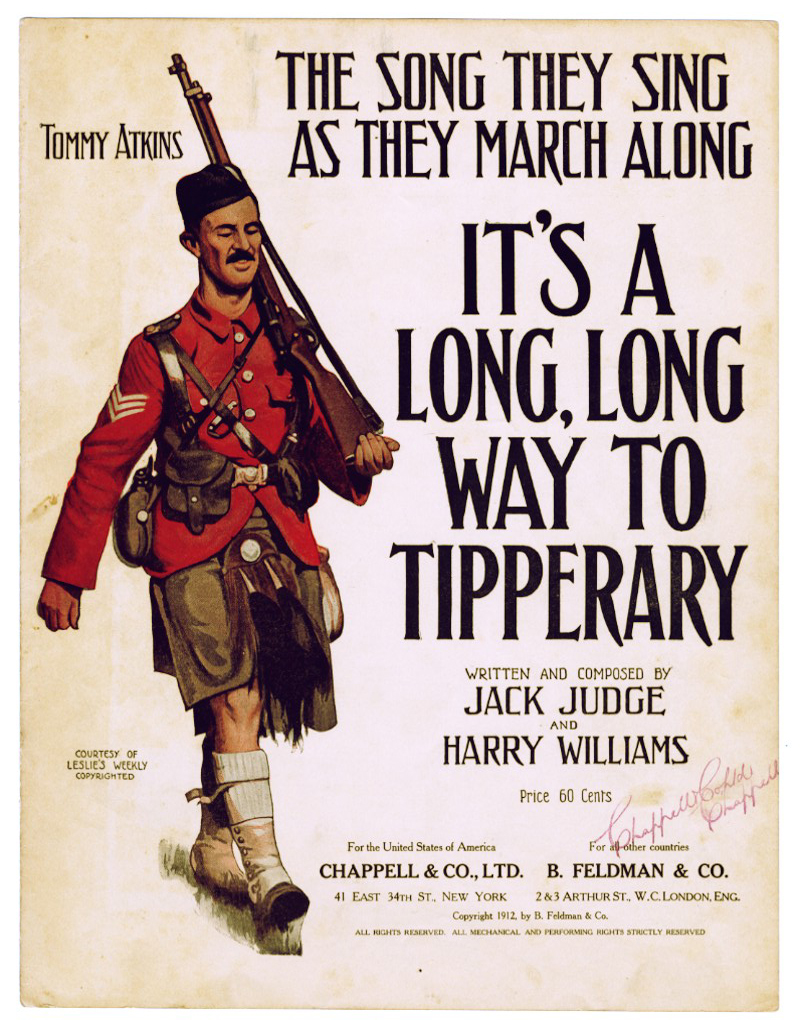
It's a Long Way to Tipperary... (couverture de partition ancienne).

Harry Williams est né à Erdington, dans le district d'Aston (en), Birmingham le 23 septembre 1873. Premier enfant de Mary Ann et Henry Sketchley Williams, il fut baptisé Henry James Williams.
Son père organisait des spectacles, la famille se déplaçant d'auberge en auberge durant toute son enfance. Lors d'un séjour à Aston, Harry tomba d'un escalier menant à une cave et se brisa les deux jambes. Il en resta fortement handicapé pour le reste de sa vie. Dès son plus jeune âge, il montra un grand talent d'écriture qu'il développa en écrivant des chansons. Il passa son adolescence à étudier la musique et la poésie, devenant même un pianiste et joueur de mandoline de talent.
Son frère Benjamin devint sociétaire du Malt Shovel, où Harry se rendit régulièrement pour animer les soirées devant un public, jouant ses propres compositions pour piano ou mandoline.

### Conception
Au cours d'une de ses visites au Malt Shovel, Harry rencontra Jack Judge avec qui il commença à collaborer à l'écriture de nombreuses chansons. De cette collaboration naquît It's a Long Way to Tipperary, la plus populaire des chansons de la Première Guerre mondiale.
Malgré tout, la paternité de la chanson est l'objet d'une controverse. 1900 à 1910 fut une période cruciale pour les deux hommes. Ils écrivirent de très nombreuses chansons, bien que peu eurent du succès. Elles étaient généralement composées par les deux hommes, chacun y mettant sa personnalité, l'un introverti, l'autre extraverti. Harry était un pianiste de talent et un bon compositeur. Jack Judge était plutôt un interprète, avec une voix faite pour le Music Hall.
Harry passait des heures à expliquer à Jack les mélodies qu'il avait composées. Ils en écrivirent des dizaines ensemble. Comme à l'époque Gilbert et Sullivan ou Rodgers et Hart, « écrit et composé par Jack Judge et Harry Williams » devint l'un des partenariats immortels.
Pour subvenir à sa famille grandissante, Jack commença à explorer des  possibilités de gagner sa vie autrement qu'en vendant du poisson. Il fit ses débuts en tant qu'amuseur public avec le John Bull’s Cold à un concert à Birmingham. Il eut du succès et put chanter ses chansons et en distribuer les partitions dans des magasins. Il avait 38 ans et Harry 36.

#### Le Connemara
Le premier succès de Jack fut How Are Yer? en 1912. D'autres textes populaires furent The Way The Wind Blows et When The Band Begins To Play. Ironiquement, son succès capital avait déjà été écrit. Depuis 1909, une chanson intitulée It’s A Long Way to Connemara avait été écrite et restait au fond des tiroirs (la famille Williams possède toujours la version manuscrite des paroles de cette chanson). La famille de Jack était originaire du comté de Mayo. Comme de nombreux émigrants, ils avaient la nostalgie de leur pays. It’s A Long Way to Connemara était une tentative de Jack et Harry de profiter de la popularité des ballades irlandaises sentimentales.

### Changements des paroles
Trois ans après que la chanson a été composée, Jack se produisait au Grand Théâtre de Stalybridge, à proximité de Manchester. Un compagnon de planches lança à Jack le défi de composer et interpréter une chanson en 24 heures. Jack Judge n'envisageant pas de perdre le pari, il choisit de faire sortir cette vieille chanson non publiée. « Connemara » avait été choisie après de vives discussions. Jack remplaça « Connemara » par « Tipperary » pour s'accorder avec les termes du pari. Harry fut très mécontent de ne pas avoir été consulté sur la publication et les changements dans la chanson. 
Lorsque les deux auteurs-compositeurs envoyèrent leur « nouvelle » œuvre à  Bert Feldman, il fit deux suggestions :
- la proposition de ballade sentimentale ne fut pas retenue, au profit de l'air entraînant ;
- la répétition du mot long fut intégrée dans les chœurs d’It’s a long, long way to Tipperary.

## Paroles

### Version de Susie Q
Il existe plusieurs versions des paroles de la chanson, dont celle de Susie Q :

### Version grivoise
À noter qu'il existait une version grivoise du refrain : 

« That's the wrong way to tickle Mary,

That's the wrong way to kiss.

Don't you know that over here, lad

They like it best like this.

Hooray pour Les Français

Farewell Angleterre.

We didn't know how to tickle Mary,

But we learnt how over there. »

Traduction française

« Ce n'est pas la bonne manière de chatouiller Mary

Ce n'est pas la bonne manière d'embrasser.

Ne sais-tu pas que là-bas, mon gars

Elles préfèrent comme ceci.

Hourra « pour les Français »

Adieu « Angleterre ».

Nous ne savions pas comment réjouir Mary,

Mais c'est là-bas que nous avons appris comment le faire »

## Accueil

### Le premier enregistrement
La nouvelle version fut publiée en 1912. Elle fit rapidement parler d'elle. En 1913, Florrie Forde, une artiste de music hall populaire à l'époque, décida de la mettre à son tour de chant lors de sa tournée de l'île de Man. Le premier enregistrement fut l'œuvre de John McCormack en novembre 1914. Vint alors la Première Guerre mondiale.

### La Grande guerre et la renommée mondiale
La chanson doit essentiellement sa renommée à une coïncidence. Le 13 août 1914, un journaliste du Daily Mail, George Curnock, se trouvait en vacances à Boulogne-sur-Mer. Il suivit l'arrivée de la British Expeditionary Force en France, et écrivit en son journal l'anecdote du défilé des troupes entonnant la chanson.
George Curnock, « avec un cœur plein de fierté et d'envie » observa les soldats anglais, écossais, gallois et irlandais marcher vers le camp sur les hauteurs de Boulogne. « Chaque homme, dans la force de l'âge, sans un gamin parmi eux, clamant le slogan des Anglais :

“— Sont-ils abattus ?

— No-o-o-o-o-o-o-!

— Allons nous vaincre ?

— Ye-e-e-e-e-e-s-s.”

Leurs chemises sont ouvertes, et alors qu'ils chantent, l'on peut voir les muscles de leur poitrine, leurs bouches grandes ouvertes et leurs dents éclatantes… »
Puis il nota de quelle façon étrange la chanson devint un hymne militaire. Il se trouvait sur le seuil d'un hôtel de Boulogne. Les troupes défilant chantèrent Soldiers of the Queen, Dolly Grey « et puis vint une chanson d'un autre style, nouvelle et inhabituelle pour moi -avec des chœurs irlandais… » Alors que les Connaught Rangers passaient, on lui demanda :

« — Quelle est donc cet air qu'ils chantent ?

Curnock répondit :

— Je ne sais pas, sans doute un nouvel air d'un de nos music-halls.

— Mais les paroles, m’sieu ?

— Madame, répondit-il alors que passait la deuxième compagnie des Connaught Rangers, ils chantent “It's a long u~ay to Tipperary it's a long uay to go” »
Curnock envoya cette histoire au Daily Mail, qui fut ensuite transmise à travers le monde qui prit connaissance de la chanson. Quand 20 ans plus tard, Curnock rencontra le Capitaine Dryden qui avait défilé à Boulogne, ce dernier lui raconta ce qu'il était arrivé précédemment. « J'ai entendu Tipperary pour la première fois, » expliqua le Capitaine Dryden « joué sur un accordéon par un musicien itinérant dans une rue de Galway. Ce devait être au début de 1913, alors que Florrie Forde la chantait à l'époque au music-hall. Notre bataillon, qui avait été stationné à Tipperary depuis 3 ans, reprit le chœur, et la chanta régulièrement au cours de marches en Irlande. » 
« Quand la guerre fut déclarée, nous partîmes à Aldershot et l'air était des plus populaires parmi les hommes lorsque nous arrivâmes en France ; il était donc normal de le chanter à notre arrivée et sur le chemin du camp. »
« Les hommes le chantaient toujours quand ils rejoignirent Mennevret, près de Guise, mais engagés contre l'armée allemande à Mons le 23 août et le lendemain, ils durent creuser des tranchées et eurent peu de temps à consacrer à la chanson. Ils furent alors surpris d'entendre d'autre troupes entonner cet air. »
« C'était étrange que ce devait être les Connaught Rangers qui introduisirent Tipperary, parce qu'à vrai dire, les régiments irlandais n'avaient pas le droit de chanter au pas. »
Harry Williams devint rapidement un homme riche. Le Coventry Evening Telegraph décrivit le pèlerinage de Harry de son domicile à Greyfriar’s Green à Coventry pour effectuer une donation à l'appel de fond des Grands Invalides de la Première Guerre mondiale. De la gare, Harry fut poussé sur sa chaise à travers la foule chantant It’s A Long Way To Tipperary. La somme donnée, 1 000 £, était énorme pour l'époque. Il utilisa une partie des gains de la chanson pour acheter Plough Inn, un terrain et un cottage pour ses parents. C'est de nos jours un hôtel, rebaptisé  The Tipperary Inn ; il se trouve à Meer End Road, A4177, Honiley, Kenilworth, sud-ouest de Coventry.

## Postérité

### Mort de Harry Williams
Harry Williams mourut à l'âge de 50 ans, le 21 février 1924. Il est enterré dans un caveau familial à Temple Balsall. La pierre tombale porte l'inscription suivante :
Author of It’s a Long Way to Tipperary, give me the making of the songs of a nation and let who will make its laws
Soit en français :
Auteur de It’s a Long Way to Tipperary, Confiez-moi le soin d'écrire les chants d'une nation et que d'autres se chargent de rédiger ses lois

### Dans la culture populaire

#### Utilisation comme marche militaire
En tant que chanson de marche, c'est la seconde partie (les deux autres sont Has Anyone Seen the Colonel? et Mademoiselle from Armentières) de la marche de régiment de la Princess Patricia's Canadian Light Infantry.[réf. souhaitée].

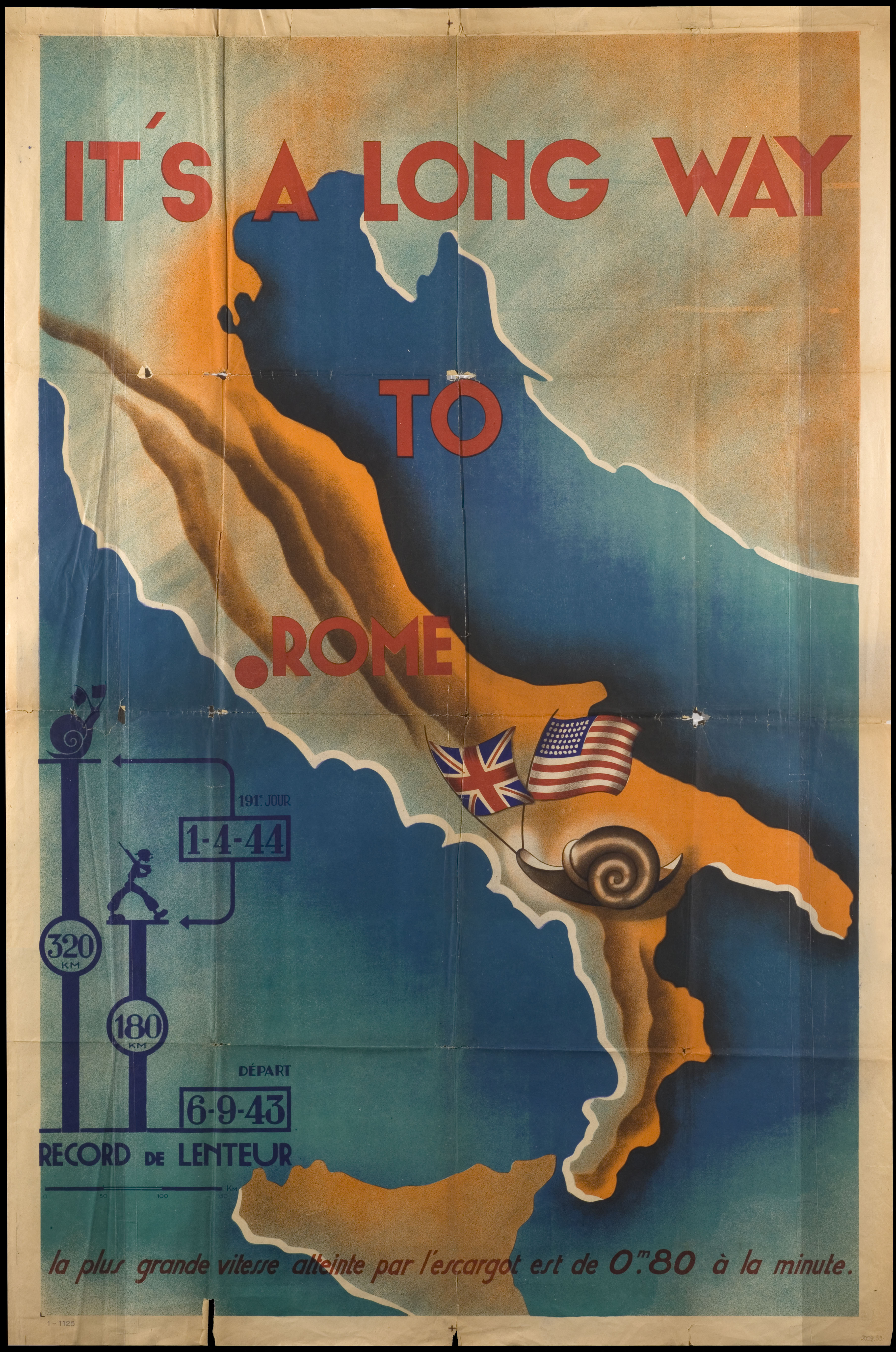
L'affiche (en français sauf le titre) représente un escargot dont les cornes sont les drapeaux britannique et américain, et le soldat représenté dans la légende a une silhouette typique du Tommy.

#### Détournement pro-allemandIt's a Long Way to Rome
Pendant la Seconde Guerre mondiale, la propagande (du régime de Vichy ou des occupants allemands) diffusa une affiche intitulée It's a Long Way to Rome, parodiant la chanson devenue emblématique de l'armée britannique : elle voulait ridiculiser la difficile progression des armées alliées en Italie, comparant sa vitesse à celle d'un escargot. Cette caricature pourrait être une réponse à l'utilisation discrète de la chanson elle-même, vers 1940-41, comme raillerie des armées nazies qui ne parvenaient pas à envahir la Grande-Bretagne.

#### Utilisation dans des films et des séries
Elle est chantée par des prisonniers dans le film de Jean Renoir La Grande Illusion. On peut l'entendre dans le film Gallipoli de Peter Weir en 1981. La chanson fit également partie de la comédie musicale Oh! What a Lovely War de 1968.
L'air est aussi joué par l'orchestre présent au derby d'Epsom, lors du dernier épisode de la deuxième saison de Peaky Blinders.
On l'entend, chantée par l'équipage allemand du sous-marin U-96, dans le film Das Boot de Wolfgang Petersen en 1982 (en un arrangement avec les chœurs de l'Armée rouge).
Jean Gabin en chante également quelques mesures dans Un singe en hiver (1962). Enfin, elle est utilisée dans l'épisode final de The Mary Tyler Moore Show.

## Sources
- (en) Cet article est partiellement ou en totalité issu de l’article de Wikipédia en anglais intitulé « It's a Long Way to Tipperary » (voir la liste des auteurs).